# Catherine Hicks
Catherine Mary Hicks (n. 6 august 1951) este o actriță americană de film, televiziune și teatru. Ea este cunoscută mai ales pentru rolul lui Annie Camden în serialul Al 7-lea Cer.

## Filmografie

### Televiziune
| An        | Titl                                    | Rol                 | Note                                  |
| --------- | --------------------------------------- | ------------------- | ------------------------------------- |
| 1976–1978 | Ryan's Hope                             | Dr. Faith Coleridge | Rol de bază (210 episoade)            |
| 1978      | Sparrow                                 | Valerie             | Film                                  |
| 1979      | Love for Rent                           | Annie               | Film                                  |
| 1979–1980 | The Bad News Bears                      | Dr. Emily Rappant   | Rolul principal (26 episoade)         |
| 1980      | To Race the Wind                        | Beth                | Film                                  |
| 1980      | Marilyn: The Untold Story               | Marilyn Monroe      | Film                                  |
| 1981      | Jacqueline Susann's Valley of the Dolls | Ann Welles          | Film                                  |
| 1982–1983 | Tucker's Witch                          | Amanda Tucker       | Rolul principal (12 episoade)         |
| 1983      | Happy Endings                           | Lisa Sage           | Film                                  |
| 1987      | Laguna Heat                             | Jane Algernon       | Film                                  |
| 1989      | Spy                                     | Angela Berk         | Film                                  |
| 1990      | Running Against Time                    | Laura Whittaker     | Film                                  |
| 1991      | Hi Honey – I'm Dead                     | Carol Stadler       | Film                                  |
| 1992      | Up to No Good                           | Allison Ploutzer    | Film                                  |
| 1994      | Diagnosis: Murder                       | Lauren Ridgeway     | Episodul: "Guardian Angel"            |
| 1994      | Winnetka Road                           | Jeannie Barker      | Rolul principal (6 episoade)          |
| 1995      | Redwood Curtain                         | Julia Riordan       | Film                                  |
| 1995      | Burke's Law                             | Pamela Crawford     | Episodul: "Who Killed the Lifeguard?" |
| 1996–2007 | 7th Heaven                              | Annie Camden        | Rolul principal (242 de episoade)     |
| 2000      | For All Time                            | Kristen             | Film                                  |
| 2008      | Poison Ivy: The Secret Society          | Elisabeth           | Film                                  |
| 2009      | Pushed                                  | Dr. Rosen           | Series                                |
| 2009      | Stranger with My Face                   | Shelley Stratton    | Film                                  |
| 2010      | Elf Sparkle and the Special Red Dress   | Snowdorable (voce)  | Film                                  |
| 2011      | Boderline Murder                        | Jean                | Film                                  |
| 2011      | Game Time: Tackling the Past            | Anna Walker         | Film                                  |
| 2011      | A Christmas Wedding Tail                | Ellen               | Film                                  |
| 2012      | Shadow of Fear                          | Annette Bramble     | Film                                  |
| 2012      | A Christmas Wedding Date                | Shirley             | Film                                  |

### Film
| An   | Film                                   | Rol                | Note       |
| ---- | -------------------------------------- | ------------------ | ---------- |
| 1982 | Death Valley                           | Sally              |            |
| 1983 | Better Late Than Never                 | Sable              |            |
| 1984 | Garbo Talks                            | Jane Mortimer      |            |
| 1984 | The Razor's Edge                       | Isabel Bradley     |            |
| 1985 | Fever Pitch                            | Flo                |            |
| 1986 | Peggy Sue Got Married                  | Carol Heath        |            |
| 1986 | Star Trek IV: The Voyage Home          | Dr. Gillian Taylor |            |
| 1987 | Like Father Like Son                   | Dr. Amy Larkin     |            |
| 1988 | Cognac                                 | Ella Frazier       |            |
| 1988 | Child's Play                           | Karen Barclay      |            |
| 1989 | Souvenir                               | Tina Boyer         |            |
| 1989 | She's Out of Control                   | Janet Pearson      |            |
| 1991 | Child's Play 3                         | Karen Barclay      |            |
| 1991 | Liebestraum                            | Mary Parker        |            |
| 1995 | Dillinger and Capone                   | Abigail            |            |
| 1995 | Animal Room                            | Mrs. Mosk          |            |
| 1997 | Turbulence                             | Maggie             |            |
| 1997 | Eight Days a Week                      | Ms. Lewis          |            |
| 2009 | My Name Is Jerry                       | Dana Holderman     |            |
| 2009 | The Truth About Layla                  | Eleanor            |            |
| 2010 | The Genesis Code                       | Myra Allitt        |            |
| 2011 | Your Love Never Fails                  | Judge Cramer       | Video      |
| 2011 | Ghost Phone: Phone Calls from the Dead | Gertrude           |            |
| 2011 | Dorfman in Love                        | Rose               |            |
| 2011 | You're a Wolf                          | Mom                | Film scurt |
| 2013 | Reach                                  | Linda              |            |
| 2014 | The Dog Who Saved Easter               | Cressida           |            |